# Hincapie LEOMO p/b BMC
El Hincapie LEOMO p/b BMC (código UCI: HLB) fue un equipo ciclista profesional estadounidense de categoría Continental. El cofundador y presidente del equipo fue el exciclista estadounidense George Hincapie.

## Historia
En 1999, George Hincapie junto con su hermano Richard, crearon el equipo Hincapié Cycling Team, en su ciudad de residencia, Greenville. El proyecto está basado en la formación de talentos jóvenes y en 2012 fue registrado en la UCI con licencia Continental pasando a llamarse BMC-Hincapie Sportswear Development Team.
Hincapié Sportswear es una empresa de indumentaria deportiva que fundó Hincapie en 2002 (también con su hermano), cuya fábrica de producción comenzó a funcionar en Medellín un año después, dirigida por su tío Jorge.
En la temporada 2018 el equipo subió de categoría UCI y pasó a Continental Profesional (2.ª división) pudiendo participar mediante invitación en las Grandes Vueltas. Sin embargo, en la temporada 2019 el equipo regresó a la categoría Continental.
Al finalizar el año 2020 el equipo desapareció ante la falta de recursos para poder seguir compitiendo en 2021.

## Sede
Su sede se encontraba en Greenville, Carolina del Sur.

## Material ciclista
El equipo utilizó bicicletas BMC.

## Clasificaciones UCI
A partir de 2005 la UCI instauró los Circuitos Continentales UCI, donde el equipo está desde que se creó dicha categoría. Ha participado en carreras de distintos circuitos, con lo cual ha estado en las clasificaciones del UCI Europe Tour, America Tour, Asia Tour y Africa Tour. Las clasificaciones del equipo y de su ciclista más destacado son las siguientes:
UCI Africa Tour
| Temporada | Clasificación por equipos | Mejor ciclista       |
| --------- | ------------------------- | -------------------- |
| 2012      | 23.º                      | Tyler Magner (156.º) |

UCI America Tour
| Temporada | Clasificación por equipos | Mejor ciclista         |
| --------- | ------------------------- | ---------------------- |
| 2012      | 40.º                      | Tanner Putt (269.º)    |
| 2013      | 15.º                      | Joseph Lewis (76.º)    |
| 2014      | 4.º                       | Joey Rosskopf (7.º)    |
| 2015      | 3.º                       | Toms Skujiņš (1.º)     |
| 2016      | 1.º                       | Robin Carpenter (8.º)  |
| 2017      | 2.º                       | Robin Carpenter (5.º)  |
| 2018      | 14.º                      | Fabian Lienhard (62.º) |
| 2019      | 17.º                      | Brendan Rhim (87.º)    |

UCI Asia Tour
| Temporada | Clasificación por equipos | Mejor ciclista          |
| --------- | ------------------------- | ----------------------- |
| 2012      | 39.º                      | Tyler Magner (107.º)    |
| 2013      | 62.º                      | Joey Rosskopf (212.º)   |
| 2016      | 88.º                      | Robin Carpenter (514.º) |
| 2018      | 105.º                     | Fabian Lienhard (621.º) |

UCI Europe Tour
| Temporada | Clasificación por equipos | Mejor ciclista              |
| --------- | ------------------------- | --------------------------- |
| 2013      | 87.º                      | Joey Rosskopf (195.º)       |
| 2014      | 112.º                     | Toms Skujiņš (664.º)        |
| 2015      | 89.º                      | Toms Skujiņš (521.º)        |
| 2016      | 128.º                     | Andrei Krasilnikau (1174.º) |
| 2017      | 124.º                     | Andrei Krasilnikau (999.º)  |
| 2018      | 65.º                      | Fabian Lienhard (405.º)     |

UCI Oceania Tour
| Temporada | Clasificación por equipos | Mejor ciclista      |
| --------- | ------------------------- | ------------------- |
| 2012      | 12.º                      | Joseph Lewis (23.º) |
| 2014      | 12.º                      | Dion Smith (53.º)   |
| 2015      | 7.º                       | Dion Smith (15.º)   |

## Palmarés
Para años anteriores véase: Palmarés del Hincapie LEOMO p/b BMC.

### Palmarés 2020

#### Circuitos Continentales UCI
| Fechas | Circuito | Carreras | Ganador |

## Plantilla
Para años anteriores, véase Plantillas del Hincapie LEOMO p/b BMC

### Plantilla 2020
| Nombre         | Nacimiento | Nacionalidad    | Equipo 2019                        |
| Cameron Beard  | 01/08/1998 | Estados Unidos  | Team Differdange-GeBa              |
| Dario Giovine  | 11/03/1992 | Italia          | Neoprofesional                     |
| Noah Granigan  | 18/01/1996 | Estados Unidos  | Floyd's Pro Cycling                |
| Richard Holec  | 23/01/1999 | República Checa | Team Colpack                       |
| Yuki Ishihara  | 05/04/1997 | Japón           | Interpro Cycling Academy           |
| Samuel Janisch | 10/04/2000 | Estados Unidos  | Neoprofesional                     |
| Simon Jones    | 24/08/1999 | Estados Unidos  | Interpro Cycling Academy           |
| Seth Jones     | 04/08/2000 | Estados Unidos  | Arapahoe-Hincapie p/b BMC          |
| Yusuke Kadota  | 18/08/1998 | Japón           | Neoprofesional                     |
| Tomoya Koyama  | 18/07/1998 | Japón           | Interpro Cycling Academy           |
| Spencer Petrov | 09/09/1998 | Estados Unidos  | Team CCB Foundation-Sicleri (2018) |
| Brendan Rhim   | 19/12/1995 | Estados Unidos  | Arapahoe-Hincapie p/b BMC          |
| Pablo Torres   | 28/11/1987 | España          | Interpro Cycling Academy           |